# Oenanthe callosa
Oenanthe callosa är en flockblommig växtart som beskrevs av Philipp Salzmann och Dc. Oenanthe callosa ingår i släktet stäkror, och familjen flockblommiga växter. Inga underarter finns listade i Catalogue of Life.